# Christine Amertil
Christine Amertil (* 18. August 1979 in Nassau) ist eine bahamaische Sprinterin, die sich auf den 400-Meter-Lauf spezialisiert hat.
Ihren ersten internationalen Erfolg feierte sie mit dem Gewinn der Silbermedaille über 400 m bei den Leichtathletik-Hallenweltmeisterschaften 2003 in Birmingham. Zuvor war sie noch bei den Olympischen Spielen 2000 in Sydney und bei den Leichtathletik-Weltmeisterschaften 2001 in Edmonton bereits in der ersten Qualifikationsrunde ausgeschieden.
Bei den Leichtathletik-Weltmeisterschaften 2003 in Paris erreichte sie das Halbfinale und bei den Olympischen Spielen 2004 in Athen belegte sie im Finale den siebten Platz im 400-Meter-Lauf. Nach einer weiteren Halbfinalteilnahme bei den Leichtathletik-Weltmeisterschaften 2005 in Helsinki zeigte Amertil wieder ihre Stärke bei Hallenwettbewerben. Bei den Leichtathletik-Hallenweltmeisterschaften 2006 in Moskau gewann sie über 400 m die Bronzemedaille. Dabei stellte sie mit 50,34 s eine persönliche Hallenbestleistung auf. Im selben Jahr erreichte sie noch den vierten Platz im 400-Meter-Lauf bei den Commonwealth Games in Melbourne.
Ein Jahr später gelang ihr bei den Panamerikanischen Spielen in Rio de Janeiro der Gewinn der Silbermedaille über 400 m. Bei den Leichtathletik-Weltmeisterschaften 2007 in Osaka und bei den Olympischen Spielen 2008 in Peking dagegen schied sie jeweils in der  Halbfinalrunde aus.
Den bisher größten Erfolg ihrer Karriere feierte sie jedoch mit der bahamaischen 4-mal-100-Meter-Staffel. In der Aufstellung Sheniqua Ferguson, Chandra Sturrup, Christine Amertil und Debbie Ferguson-McKenzie holte die Staffel bei den Leichtathletik-Weltmeisterschaften 2009 in Berlin mit einer Zeit von 42,29 s die Silbermedaille.
Christine Amertil hat bei einer Körpergröße von 1,68 m ein Wettkampfgewicht von 55 kg.

## Bestleistungen
Freiluft:
- 100 m: 11,47 s, 22. April 2006, Auburn (Alabama)
- 200 m: 22,58 s, 10. Juli 2005, Nassau
- 400 m: 50,09 s, 19. September 2005, Yokohama

Halle:
- 60 m: 7,50 s, 18. Januar 2003, Blacksburg (Virginia)
- 200 m: 23,25 s, 1. März 2003, Blacksburg (Virginia)
- 400 m: 50,34 s, 12. März 2006, Moskau